# 7月9日
7月9日是公曆年的第190天（閏年的第191天），離一年的結束還有175天。

## 大事记

### 19世紀以前
- 前180年：吕雉立其侄孙吕通为燕王，並且封呂通的弟弟吕庄為東平侯。
- 455年：古羅馬軍事指揮官阿維圖斯宣布成為西羅馬帝國皇帝。
- 491年：奧多亞塞率領的赫盧利人軍隊於夜晚突襲狄奧多里克大帝的營地並且雙方死傷慘重，但最後狄奧多里克仍然成功率領部隊撤往拉溫納。
- 756年：靈寶西原之戰中哥舒翰遭到大燕軍隊俘虜。
- 869年：日本本州北部發生表面波規模8.6級的地震，而隨後出現的海嘯則襲擊了仙台市附近地區。
- 1357年：在建造捷克布拉格市内的查理大桥过程中，神圣罗马皇帝查理四世亲自安置桥梁的奠基石。
- 1655年：清朝于山东莱州铸钱。
- 1686年：反法国的奥格斯同盟建立。
- 1745年：奧地利王位繼承戰爭：法國在梅勒戰役的勝利，使他們隨後能夠從奧屬尼德蘭手中奪取根特。
- 1755年：英軍指揮官愛德華·布拉多克（英语：Edward Braddock）領導的遠征軍在莫農加希拉戰役被法國-印地安聯軍殲滅。

### 19世紀
- 1807年：法國和普魯士簽署了第二個提爾西特條約，結束了第四次反法同盟。
- 1810年：荷蘭王國被併入法蘭西帝國，成為其一部分。
- 1816年：图库曼议会宣布阿根廷脱离西班牙而独立。
- 1850年：扎卡里·泰勒去世後，米勒德·菲爾莫爾成為美國總統，是擔任該職位的最後一位輝格黨員。
- 1863年：南北戰爭：哈德遜港圍城戰結束，聯邦完全控制了密西西比河。
- 1868年：美國憲法的公民條款和平等保護條款重建修正案獲得28個州份支持，美利堅合眾國憲法第十四條修正案因而獲得批准。
- 1877年：全英草地網球和門球俱樂部創立溫布頓網球錦標賽，為網球運動中歷史最長的公開賽。
- 1882年：英国皇家海军炮轰埃及亞歷山卓。
- 1891年：清帝國北洋舰队访日，受到日本天皇接见。
- 1900年：太原教案：清帝國山西巡撫下令處決多名外國傳教士與當地教會成員。
- 1900年：英國維多利亞女王御准由英國國會所通過的法案，正式批准《澳洲聯邦憲法》並於隔年實施。

### 20世紀
- 1905年：中国第一部影片《定军山》开始拍摄。
- 1922年：美国游泳运动员约翰尼·维斯穆勒以58秒6的成绩打破100米自由泳世界纪录。
- 1926年：中国国民革命军在广州举行誓师大会，对北洋政府发动北伐战争。
- 1932年：洛桑会议决定停止德国赔款。
- 1938年：三民主义青年团成立。
- 1943年：盟軍入侵西西里島，為後續登陸義大利本土鋪路。
- 1944年：英军和加拿大军队占领法國戰略重鎮卡昂。
- 1944年：在太平洋战争中，美军经过25天的作战，终于攻陷日军驻守的塞班岛。
- 1949年：鞍山钢铁公司正式开工。
- 1951年：美国、英国、法国、意大利、加拿大、墨西哥等四十几个国家宣布结束对德战争状态。
- 1955年：阿爾伯特·愛因斯坦、伯特蘭·羅素等人提出擔憂核戰爭的《羅素—愛因斯坦宣言》。
- 1958年：美國阿拉斯加州利圖亞灣發生MW 7.8地震；隨後發生的特大海嘯達到524公尺的高度，是現代最大的海嘯。
- 1962年：美國藝術家安迪·沃荷的藝術作品《康寶湯罐頭》於洛杉磯費魯斯畫廊首次公開，開啟後來的普普藝術風潮。
- 1969年：香港政府公佈公共小巴合法化細則。
- 1970年：世界青年大会在联合国总部举行。
- 1971年：美国国家安全顾问亨利·基辛格和中华人民共和国国务院总理周恩来在北京举行秘密会晤。
- 1981年：中国成昆铁路发生列车坠桥事故，超过200人死亡或失踪。
- 1982年：西哈努克亲王在柬埔寨境内宣布民柬联合政府成立。
- 1982年：泛美航空759號班機在紐奧良國際機場起飛時墜毀，機上145人全數罹難，地面人員8死4傷。
- 1986年：中国首次赴北极考察[1][2]。
- 1992年：彭定康正式出任香港最后一任总督。
- 1999年：李登輝於接受德國之聲專訪時表示兩岸是「特殊的國與國關係」。

### 21世紀
- 2002年：非洲经济共同体和非洲统一组织合并成立非洲联盟，南非总统塔博·姆贝基担任首任主席。
- 2006年：2006年世界盃足球賽決賽在德國柏林舉行，由意大利對法國，在法定時間的90分鐘內以1：1言和，加時30分鐘互無紀錄，最終意大利於互射点球以5：3取勝，成為世界盃冠軍。
- 2010年：韓國女子團體girl's day出道。
- 2011年：在南苏丹独立公投确认通过后，南苏丹共和国宣布正式脱离苏丹共和国独立。
- 2014年：德国足球运动员米羅斯拉夫·克洛澤在第20届世界杯足球赛半决赛对阵巴西的比赛时，第23分钟打进一球，从而以16球的成绩成为世界杯历史头号射手。同时，他也是也是史上唯一连续四届世界杯打入半决赛并登场的球员。
- 2015年：在公安部指挥下，中国各地公安开始大量抓捕律师及维权人士，共计300余人被捕。
- 2016年：香港受超強颱風尼伯特下沉氣流影響，天文台下午4時氣溫升至攝氏35.6度，是今年最熱，更是自1968年錄得35.7度以來最熱七月天，亦是有紀錄以來第二熱的七月天。其中跑馬地錄得最高37.9度，黃大仙、上水、打鼓嶺、沙田、元朗、石崗等地區亦錄得37度或以上。此外，16個監測站錄得空氣質素健康指數（AQHI）亦自2013年推出以來首次全爆錶。[3][4]
- 2022年：在反政府示威者占领总统府的迫使下，斯里兰卡总理拉尼尔·维克勒马辛哈宣布辞职。

## 出生
- 1249年：龟山天皇，日本第90代天皇（1305年逝世）
- 1578年：斐迪南二世，神聖羅馬皇帝（1637年逝世）
- 1654年：靈元天皇，日本第112代天皇（1732年逝世）
- 1701年：讓-弗雷德里克·菲利波，法國政治人物（1781年逝世）
- 1764年：安·拉德克利夫，英國作家（1823年逝世）
- 1786年：蘇菲·海倫·碧雅翠絲，法國公主（1787年逝世）
- 1791年：弗里德里希·阿道夫·艾伯特，德國图书馆学家（1834年逝世）
- 1808年：喬治·羅伯特·格雷，英國動物學家、作家（1872年逝世）
- 1858年：法蘭茲·鮑亞士，美國人類學家（1942年逝世）
- 1876年：黃東茂，臺灣企業家（1929年逝世）
- 1886年：皮埃尔·普吕姆，盧森堡法學家、政治人物，第14任盧森堡首相（1950年逝世）
- 1894年：彼得·卡皮查，苏联物理学家，1978年諾貝爾物理學獎得主[5]（1984年逝世）
- 1896年：瑪利亞·高梅斯·瓦琳廷，巴西超級人瑞（2011年逝世）
- 1898年：神谷正太郎，日本商人（1980年逝世）
- 1900年：藍來訥，英國駐華臨時代辦（1992年逝世）
- 1907年：清水幾太郎，日本社會學者、評論家（1988年逝世）
- 1911年：約翰·惠勒，美國物理学家（2008年逝世）
- 1914年：维利·斯多夫，东德部长会议主席（1999年逝世）
- 1919年：奧林·艾根，美國天文學家（1998年逝世）
- 1916年：愛德華·希思，英國政治人物，前任英國首相（2005年逝世）
- 1926年：本·莫特森，美國物理學家，1975年諾貝爾物理學獎得主（2022年逝世）
- 1928年：，香港演員（2017年逝世）
- 1929年：哈桑二世，摩洛哥國王（1999年逝世）
- 1929年：钟训正，中國建築學家（2023年逝世）
- 1932年：阿米祖爾·沙皮拉，以色列男子田徑運動員、教練。（1972年逝世）
- 1932年：唐納·倫斯斐，美國國防部長（2021年逝世）
- 1933年：奧利佛·薩克斯，英國神經學家（2015年逝世）
- 1934年：麥可·葛瑞夫，美國建築師（2015年逝世）
- 1935年：梅賽德斯·索薩，阿根廷民謠歌手（2009年逝世）
- 1947年：O·J·辛普森，美國職業美式足球運動員、演員（2024年逝世）
- 1947年：細野晴臣，日本音樂家、歌手、詞曲作者、唱片製作人
- 1950年：維克多·亞努科維奇，烏克蘭政治人物，第4任烏克蘭總統
- 1955年：，美國政治人物，現任南卡羅來納州聯邦參議員
- 1956年：汤姆·汉克斯，美國影星
- 1958年：久本雅美，日本藝人
- 1963年：北澤洋，日本男性聲優
- 1964年：林隆璇，臺灣歌手
- 1964年：寇特妮·洛芙，美國搖滾音樂家、演員
- 1964年：詹盧卡·維亞利，前義大利足球員及教練（2023年逝世）
- 1965年：高河弓，日本漫畫家
- 1966年：麥子傑，中國男歌手
- 1968年：范雲，臺灣政治人物
- 1968年：保羅·迪卡尼奥，義大利足球運動員
- 1969年：雷頌德，香港作曲家
- 1970年：津田雅美，日本漫畫家
- 1971年：馬克·安德里森，美國企業家、投資者、軟體工程師
- 1974年：草彅剛，日本藝人
- 1974年：阿布勒卡伊爾·薩卡科夫，哈薩克政治人物
- 1976年：何晟銘，中國男演員
- 1977年：小野夏芽，日本漫畫家
- 1977年：維塔利·格拉西莫夫，俄羅斯陸軍上將
- 1978年：趙鴻飛，中國男演員
- 1979年：官恩娜，香港女歌手、模特兒
- 1979年：曹格，馬來西亞歌手
- 1980年：李威，臺灣演員
- 1981年：李天秀，韓國足球運動員
- 1981年：帕莉亞，泰國運動員、模特兒、演員
- 1981年：钟曉玉，馬來西亞女歌手、演員、主持人
- 1982年：張天其，中國男演員
- 1982年：托比·凱貝爾，英國男演員
- 1983年：曾愛媚，香港藝人
- 1983年：鍾欣愉，台灣演員、主持人
- 1984年：國立幸，日本女性聲優
- 1984年：滴草由實，日本女歌手
- 1985年：梁雨恩，香港女歌手、主持
- 1987年：古川雄大，日本男演員、歌手
- 1987年：羅頌欣，香港女演員、模特兒
- 1988年：白客，中國男演員
- 1989年：安野希世乃，日本女性聲優
- 1990年：林韋翰，臺灣男子籃球運動員
- 1990年：池松壯亮，日本男演員
- 1991年：郭子豪，香港艺人
- 1992年：李震權，香港男配音員
- 1992年：金昭映，韓國女子羽球運動員
- 2000年：素根輝，日本女子柔道運動員
- 2002年：珮含，臺灣女子偶像團體PINK FUN成員
- 2002年：車俊昊，韓國男子偶像團體DRIPPIN、X1成員
- 2002年：王奕翔，日本男子偶像團體&TEAM成員
- 2007年：馮羿，台灣烏克麗麗演奏家

## 逝世
- 230年：魏武宣皇后卞氏，曹操的妻子，曹丕之母（161年出生）
- 880年：在原業平，日本平安時代貴族、歌人（825年出生）
- 1085年：程颢，北宋理学家（1032年出生）
- 1582年：张居正，明朝政治家（1525年出生）
- 1602年：前田玄以，日本戰國時代至安土桃山時代僧人、武將、大名（1539年出生）
- 1746年：，西班牙波旁王朝首位國王（1683年出生）
- 1828年：吉尔伯特·斯图尔特，美國肖像畫家，一元美鈔喬治·華盛頓肖像作者（1755年出生）
- 1850年：薩克利·泰勒，美國政治人物，第12任美國總統（1784年出生）
- 1850年：巴孛，波斯設拉子商人，巴比教的創立者，巴哈伊信仰三位中心人物之一（1819年出生）
- 1856年：阿密迪歐·亞佛加厥，義大利化學家（1776年出生）
- 1880年：保羅·布羅卡，法國醫生、解剖學家、人類學家（1824年出生）
- 1920年：雅科夫·特里亞皮岑，蘇俄軍事指揮官（1897年出生）
- 1922年：森鷗外，日本小說家、評論家、翻譯家、醫學家、軍醫、官僚（1862年出生）
- 1941年：陸費逵，中國近代著名教育家、出版家（1886年出生）
- 1962年：喬治·巴代伊，法國哲學家（1897年出生）
- 1967年：法蒂瑪·真納，巴基斯坦牙醫、政治人物（1893年出生）
- 1968年：賈德幹，英國外交官、公務員，首任英國常駐聯合國代表（1884年出生）
- 1970年：张寿臣，相声表演艺术家（1899年出生）
- 2005年：陆文夫，中国作家（1927年出生）
- 2005年：郭松棻，台灣小說家（1938年出生）
- 2016年：白明華，台灣女演員（1928年出生）
- 2019年：羅斯·佩羅，美國商人，曾經兩次參加總統競選（1930年出生）
- 2019年：费尔南多·德拉鲁阿，阿根廷政治人物，前任阿根廷總統（1937年出生）
- 2021年：潔罕·薩達特，前埃及第一夫人（1933年出生）
- 2021年：保羅·馬連拿，英國前足球運動員（1953年出生）
- 2023年：路易斯·蘇亞雷斯·米拉蒙特斯，西班牙職業足球運動員（1935年出生）
- 2024年：吉姆·英霍夫，美國政治人物，曾任奧克拉荷馬州聯邦參議員（1934年出生）
- 2025年：楊少華，中國相聲演員（1931年出生）
- 2025年：弗蘭克·雷登，美國職業籃球教練（1932年出生）

## 节假日和习俗
- 天主教会：中华殉道圣人瞻礼
- 巴哈伊信仰：圣日，巴孛殉教
- ：憲法日
- 帛琉：宪法日
- 阿根廷：独立日
- 南蘇丹：獨立日